# Tsjecho-Slowaakse parlementsverkiezingen 1992

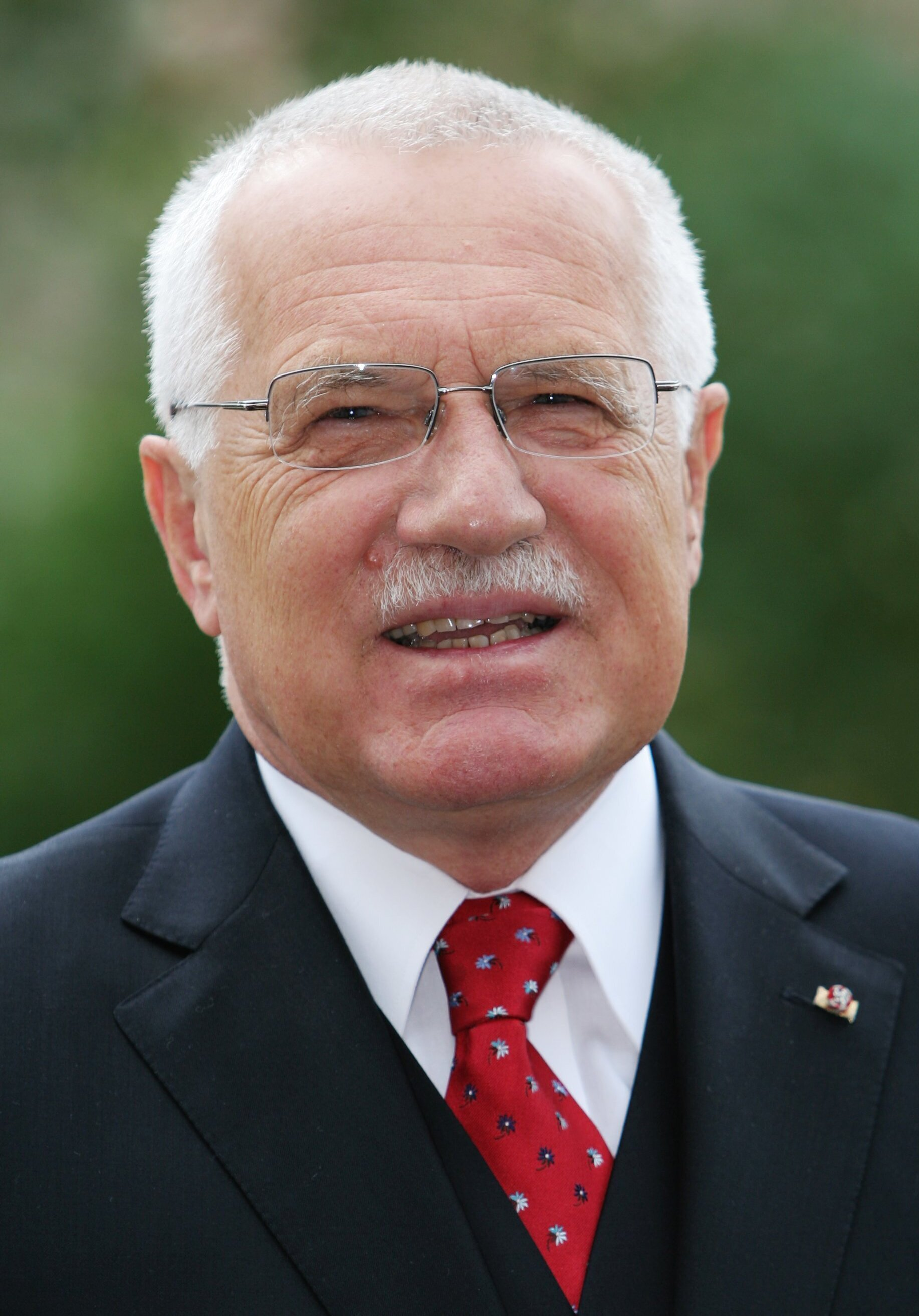
Václav Klaus (ODS)

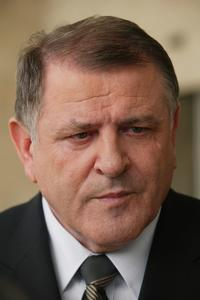
Vladimír Mečiar (HZDS)

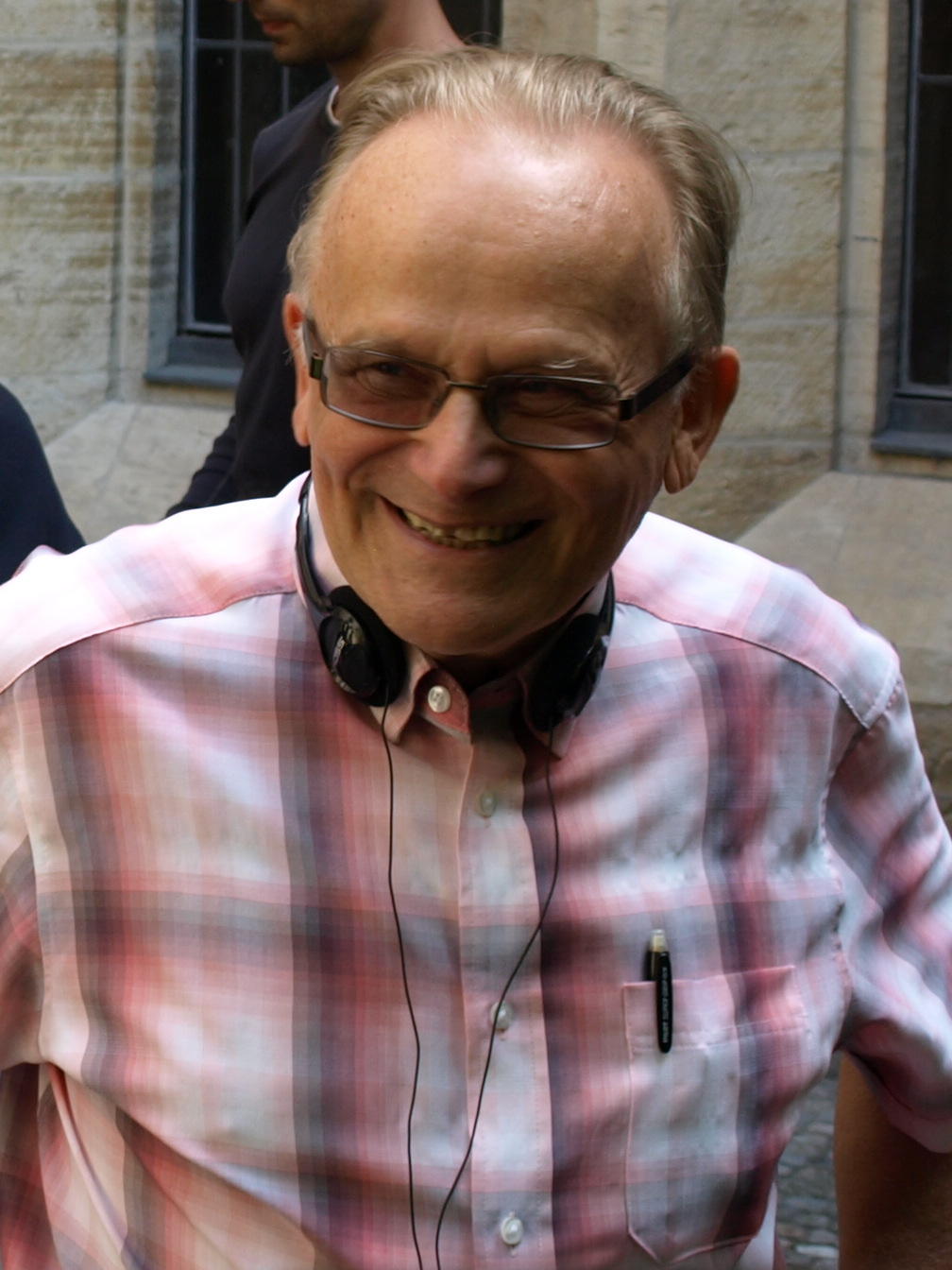
Jiří Svoboda (KSČM)

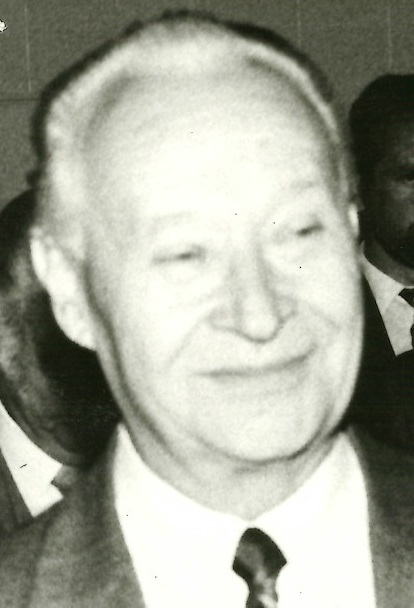
Alexander Dubček (ČSSD-SDSS)

De Tsjecho-Slowaakse parlementsverkiezingen van 1992 vonden op 5 en 6 juni van dat jaar plaats. Het waren de laatste federale verkiezingen voor het uiteenvallen van de Tsjecho-Slowaakse Federale Republiek in Tsjechië en Slowakije (31 december 1992).

## Uitslag

### Huis van het Volk
| Partij of groep                                                                               | Stemmen    | %      | Zetels   |
| --------------------------------------------------------------------------------------------- | ---------- | ------ | -------- |
| Democratische Burgerpartij-Christendemocratische Partij (ODS-KDS)                             | 2.200.937  | 23%    | 48 / 150 |
| Beweging voor een Democratisch Slowakije (HZDS)                                               | 1.036.459  | 10,8%  | 24 / 150 |
| Communistische Partij van Bohemen en Moravië (KSČM)                                           | 926.228    | 9,7%   | 19 / 150 |
| Tsjechische Sociaaldemocratische Partij-Sociaaldemocratische Partij van Slowakije (ČSSD-SDSS) | 648.125    | 6,8%   | 10 / 150 |
| Partij van Democratisch Links (SDL')                                                          | 446.230    | 4,7%   | 10 / 150 |
| Vergadering voor de Republiek - Republikeinse Partij van Tsjecho-Slowakije (SPR–RSČ)          | 432.075    | 4,5%   | 8 / 150  |
| Christendemocratische Unie-Tsjecho-Slowaakse Volkspartij (KDU-ČSL)                            | 388.122    | 4,7%   | 7 / 150  |
| Liberaal-Sociale Unie (LSU)                                                                   | 378.962    | 4%     | 7 / 150  |
| Christendemocratische Beweging (KDH)                                                          | 277.061    | 2,9%   | 6 / 150  |
| Slowaakse Nationale Partij (SNS)                                                              | 290.249    | 3%     | 6 / 150  |
| Co-existentie-Hongaarse Christendemocratische Beweging (Spolužitie-MKDM)                      | 232.776    | 2,4%   | 5 / 150  |
| Overige partijen, groeperingen en kandidaten                                                  |            | 22,41% | 0 / 150  |
| Blanco/ ongeldige stemmen                                                                     | 167.542    | -      | -        |
| Totaal                                                                                        | 9.750.978  | 100%   | 150      |
|                                                                                               |            |        |          |
| Geregistreerde kiezers/ opkomst                                                               | 11.195.596 | 96,2%  | -        |
| Bron: Nohlen, et al.                                                                          |            |        |          |

### Huis van de Naties
| Partij of groep                                                                               | Stemmen    | %     | Zetels   |
| --------------------------------------------------------------------------------------------- | ---------- | ----- | -------- |
| Democratische Burgerpartij-Christendemocratische Partij (ODS-KDS)                             | 2.168.421  | 22,6% | 37 / 150 |
| Beweging voor een Democratisch Slowakije (HZDS)                                               | 1.045.395  | 10,9% | 33 / 150 |
| Communistische Partij van Bohemen en Moravië (KSČM)                                           | 939.197    | 9,8%  | 15 / 150 |
| Tsjechische Sociaaldemocratische Partij-Sociaaldemocratische Partij van Slowakije (ČSSD-SDSS) | 629.029    | 6,6%  | 11 / 150 |
| Partij van Democratisch Links (SDL')                                                          | 433.750    | 4,15% | 13 / 150 |
| Vergadering voor de Republiek - Republikeinse Partij van Tsjecho-Slowakije (SPR–RSČ)          | 423.999    | 4,4%  | 6 / 150  |
| Christendemocratische Unie-Tsjecho-Slowaakse Volkspartij (KDU-ČSL)                            | 394.296    | 4,1%  | 6 / 150  |
| Liberaal-Sociale Unie (LSU)                                                                   | 393.182    | 4,1%  | 5 / 150  |
| Christendemocratische Beweging (KDH)                                                          | 272.100    | 2,8%  | 8 / 150  |
| Slowaakse Nationale Partij (SNS)                                                              | 288.864    | 3%    | 9 / 150  |
| Co-existentie-Hongaarse Christendemocratische Beweging (Spolužitie-MKDM)                      | 232.364    | 2,4%  | 7 / 150  |
| Overige partijen, groeperingen en kandidaten                                                  |            | 23,9% | 0 / 150  |
| Blanco/ ongeldige stemmen                                                                     | 172.167    | -     | -        |
| Totaal                                                                                        | 9,746,332  | 100%  | 150      |
|                                                                                               |            |       |          |
| Geregistreerde kiezers/ opkomst                                                               | 11.195.596 | 96,2% | -        |
| Bron: Nohlen, et al.                                                                          |            |       |          |

### Tsjechische Nationale Raad
Na het uiteenvallen van Tsjecho-Slowakije werd de Tsjechische Nationale Raad het parlement van Tsjechië.
| Partij of groep                                                                               | Stemmen | %    | Zetels   |
| --------------------------------------------------------------------------------------------- | ------- | ---- | -------- |
| Democratische Burgerpartij-Christendemocratische Partij (ODS-KDS)                             |         |      | 76 / 200 |
| Communistische Partij van Bohemen en Moravië (KSČM)                                           |         |      | 35 / 200 |
| Tsjechische Sociaaldemocratische Partij-Sociaaldemocratische Partij van Slowakije (ČSSD-SDSS) |         |      | 16 / 200 |
| Vergadering voor de Republiek - Republikeinse Partij van Tsjecho-Slowakije (SPR–RSČ)          |         |      | 14 / 200 |
| Christendemocratische Unie-Tsjecho-Slowaakse Volkspartij (KDU-ČSL)                            |         |      | 15 / 200 |
| Burgerlijk-Democratische Alliantie (ODA)                                                      |         |      | 14 / 200 |
| Liberaal-Sociale Unie (LSU)                                                                   |         |      | 16 / 200 |
| Beweging voor Autonome Democratie - Partij voor Moravië en Silezië (HSD-SMS)                  |         |      | 14 / 150 |
| Blanco/ ongeldige stemmen                                                                     | -       | -    | -        |
| Totaal                                                                                        |         | 100% | 200      |
| Bron: W.P.                                                                                    |         |      |          |

### Slowaakse Nationale Raad
Na het uiteenvallen van Tsjecho-Slowakije werd de Slowaakse Nationale Raad het parlement van Slowakije.
| Partij of groep                                                          | Stemmen | %    | Zetels   |
| ------------------------------------------------------------------------ | ------- | ---- | -------- |
| Beweging voor een Democratisch Slowakije (HZDS)                          |         |      | 74 / 150 |
| Partij van Democratisch Links (SDL')                                     |         |      | 29 / 150 |
| Christendemocratische Beweging (KDH)                                     |         |      | 18 / 150 |
| Slowaakse Nationale Partij (SNS)                                         |         |      | 15 / 150 |
| Co-existentie-Hongaarse Christendemocratische Beweging (Spolužitie-MKDM) |         |      | 14 / 150 |
| Overige partijen, groeperingen en kandidaten                             |         |      | 0 / 150  |
| Blanco/ ongeldige stemmen                                                | -       | -    | -        |
| Totaal                                                                   |         | 100% | 150      |
| Bron: Nohlen, et al.                                                     |         |      |          |

## Nasleep
Het vormen van een federale regering op basis van de verkiezingsuitslag bleek een haast onmogelijke zaak. De leiders van de grootste Tsjechische en Slowaakse partijen, resp. Václav Klaus (ODS) en Vladimír Mečiar (HZDS) gaven eind juni aan er niet uit te komen en streven naar het opdelen van het land in twee zelfstandige staten. Een regering bestaande uit de ODS en HZDS met als opdracht de opdeling voor te bereiden kwam er uiteindelijk wel. President Václav Havel - tegenstander van de opdeling - legde op 20 juli 1992 zijn ambt neer. Premier Jan Stráský nam de meeste functies van de president voorlopig waar. Havel gaf in november te kennen zich kandidaat te stellen voor de Tsjechische presidentsverkiezingen. Op 31 december 1992 kwam er een einde aan de federale republiek Tsjecho-Slowakije en ontstonden twee nieuwe, soevereine Europese staten, Tsjechië en Slowakije. De Tsjechische Nationale Raad en de Slowaakse Nationale Raad werden omgevormd tot de nationale parlementen van de respectievelijke staten.

## Verwijzingen
Parlementsverkiezingen in Tsjecho-Slowakije:
1920 · 1924 · 1925 · 1929 · 1935 · 1946 · 1948 · 1954 · 1960 · 1964 · 1971 · 1976 · 1981 · 1986 · 1990 · 1992

Verkiezingen voor de Tsjechische Nationale Raad:
1971 · 1976 · 1981 · 1986 · 1990 · 1992

Verkiezingen voor de Slowaakse Nationale Raad:
1971 · 1976 · 1981 · 1986 · 1990 · 1992